# Aberto Rio Preto 2013
L'Aberto Rio Preto 2013 è stato un torneo di tennis facente parte della categoria ATP Challenger Tour nell'ambito dell'ATP Challenger Tour 2013. È stata l'edizione del torneo che si è giocata a São José do Rio Preto in Brasile dal 7 al 13 ottobre 2013 su campi in terra rossa e aveva un montepremi di €50,000+H.

## Partecipanti singolare

### Teste di serie
| Nazionalità | Giocatore              | Ranking* | Testa di serie |
| ----------- | ---------------------- | -------- | -------------- |
| Slovenia    | Blaž Kavčič            | 104      | 1              |
| Colombia    | Alejandro González     | 106      | 2              |
| Argentina   | Guido Pella            | 116      | 3              |
| Portogallo  | Gastão Elias           | 129      | 4              |
| Brasile     | Rogério Dutra da Silva | 132      | 5              |
| Brasile     | João Souza             | 143      | 6              |
| Brasile     | Guilherme Clezar       | 171      | 7              |
| Brasile     | André Ghem             | 198      | 8              |

- Ranking al 30 settembre 2013.

### Altri partecipanti
Giocatori che hanno ricevuto una wild card:
- Marcelo Demoliner
- Augusto Laranja
- Marcelo Zormann da Silva
- Bruno Sant'anna

Giocatori che sono passati dalle qualificazioni:
- Mitchell Krueger
- Wilson Leite
- Fernando Romboli
- Thales Turini

Giocatori che hanno ricevuto un entry come alternate:
- Gianluigi Quinzi

## Vincitori

### Singolare
João Souza ha battuto in finale  Alejandro González con il punteggio di 7–6(0), 6–3.

### Doppio
Nicolás Barrientos /  Carlos Salamanca hanno battuto in finale  Marcelo Demoliner /  João Souza con il punteggio di 6–4, 6–4.